# Petőfi-díj

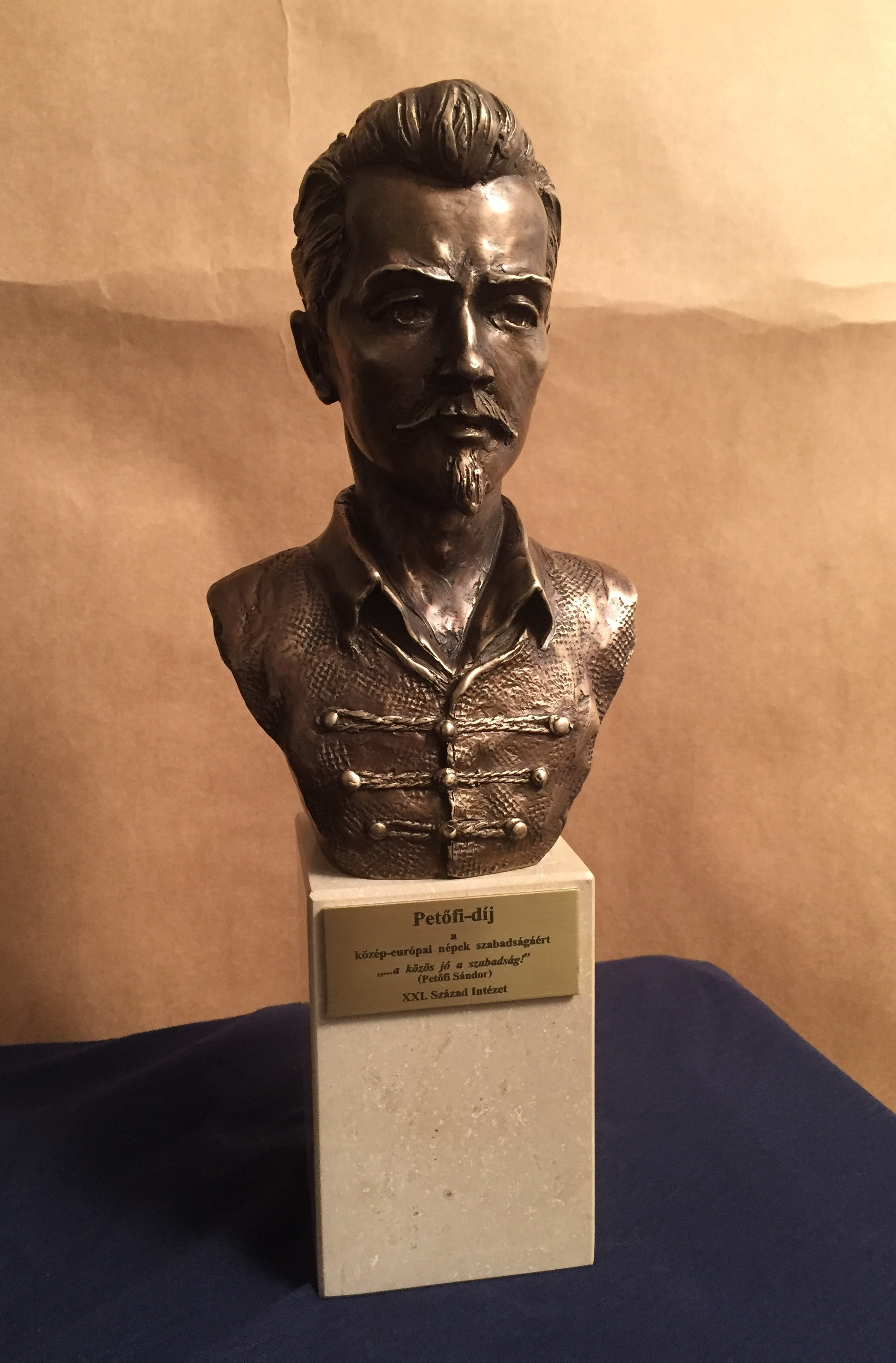
Petőfi-díj: Petőfi Sándor bronzportréja (Juha Richárd alkotása)

A Petőfi-díjat az Orbán-kormány által alapított Közép- és Kelet-európai Történelem és Társadalom Közalapítvány hozta létre 2009-ben, ’’a közép-európai népek szabadságáért meghozott áldozatok és teljesítmények’’ elismerésére. A díj alapításához csatlakozott a MOL is. 
Az alapító a mellszobor és 10 ezer eurós pénzjutalom segítségével olyan személyeket kíván jutalmazni, akik a szervezet szerint az emberi együttlét legnemesebb és legsúlyosabb döntéseit hozták meg.

## A díj leírása
A Közép- és Kelet-európai Történelem és Társadalom Közalapítvány 2009-ben Petőfi-díjat alapított, a közép-európai népek szabadságáért meghozott áldozatok és teljesítmények elismerésére. A kitüntetéssel a régió és világ azon kiemelkedő személyiségeit emelik magasra, akik személyes helytállásukkal, a szabadságáért hozott személyes áldozattal mutattak példát és mozdították előre a „közös jó”, a szabadság ügyét. A díj – Juha Richárd szobrászművész Petőfi Sándorról készített mellszobra – és a vele járó mintegy 10 ezer eurós pénzjutalom segítségével az alapító olyan személyiségeket kíván elismerni és jutalmazni, akik a világhírű magyar költőhöz hasonlóan megalkuvás nélkül, az emberi együttlét legnemesebb és legsúlyosabb döntéseit hozták meg. Nélkülük közös világunkból elvesztek volna azok az értékek, melyekre alapozva értelmet nyernek olyan fogalmaink, mint a szabadság, az igazságosság és az áldozat. A díjalapításhoz csatlakozott a Magyar Olaj- és Gázipari Nyilvánosan Működő Részvénytársaság, a MOL, ami kellő súlyt ad annak az üzenetnek, hogy ez az elismerés is igényt formál a legnagyobb figyelemre regionális és nemzetközi porondon. A díjazottakat a kuratórium és a MOL választja ki közösen több jelölt közül.

## Eddigi díjazottak
- 2023 – Áder János [2]
- 2022 – Wolfgang Schüssel[3]
- 2021 – Horia-Roman Patapievici[4]
- 2020 – Deutsch Tamás [5] és Kónya Imre[6]
- 2019 – Lezsák Sándor és Szájer József[7]
- 2018 – Václav Klaus[8]
- 2017 – Stanisław Dziwisz[9]
- 2016 – Regéczy-Nagy László és Balás-Piri László[10]
- 2015 – Karol Sauerland
- 2014 – Filep Mária és Kozma Imre[11]
- 2013 – Vlagyimir Bukovszkij[12]
- 2012 – Miroslav Kusý[1]
- 2011 – Mart Laar[13]
- 2010 – Anne Applebaum[14]
- 2009 – Tőkés László, Gabriel Andreescu